# Terral (Oklahoma)
Terral es un pueblo ubicado en el condado de Jefferson en el estado estadounidense de Oklahoma. En el año 2010 tenía una población de 	382 habitantes y una densidad poblacional de 347,27 personas por km².

## Geografía
Terral se encuentra ubicado en las coordenadas 33°53′46″N 97°56′15″O / 33.89611, -97.93750 (33.896235, -97.937538).

## Demografía
Según la Oficina del Censo en 2000 los ingresos medios por hogar en la localidad eran de $15,972 y los ingresos medios por familia eran $21,563. Los hombres tenían unos ingresos medios de $20,893 frente a los $18,750 para las mujeres. La renta per cápita para la localidad era de $9,486. Alrededor del 27.7% de la población estaban por debajo del umbral de pobreza.